# Roberto Anzolin
Roberto Anzolin (né le 18 avril 1938 à Valdagno en Vénétie et mort le 6 octobre 2017) est un joueur devenu entraîneur de football italien, qui jouait en tant que gardien de but.

## Biographie

### Joueur

#### Club
Actif dans le rôle de gardien de but durant les années 1960 et au début des années 1970, Roberto Anzolin est surtout connu pour avoir évolué pendant 9 ans chez le géant piémontais de la Juventus (après être passé par l'US Palerme), avec qui il a remporté un scudetto (titre de champion d'Italie) lors de la saison 1966-1967. À Turin, il dispute son premier match le 27 août 1961 lors d'un match nul 1-1 contre Mantoue en championnat. Au total, il joue 230 matchs de Serie A en bianconero pour 194 buts encaissés (279 buts encaissés toutes compétitions confondues).
Après son départ de la Juventus, il joua pendant une saison dans le club de l'Atalanta Bergamasca Calcio alors en Serie B, puis il rejoignit par la suite le Lanerossi Vicence en tant que second gardien. Il termina ensuite sa carrière à près de 40 ans pour des clubs de Serie C comme Monza, Riccione et Junior Casale.

#### Sélection
Roberto Anzolin joua également sous les couleurs nationales avec la Squadra Azzurra (une sélection contre le Mexique en amical) et fut convoqué pour disputer la coupe du monde 1966 en Angleterre.

### Entraîneur
Lors de la saison 1996-1997, Roberto Anzolin a brièvement repris les rênes du club de sa ville natale (également son club formateur), le Associazione Calcio Marzotto Valdagno, club de Serie C2, équipe qu'il n'arriva pas à faire monter de division.
Il entraîna ensuite, les moins de 13 ans d'une équipe locale, l'AC Nova Valdagno.

## Palmarès
Juventus
- Championnat d'Italie (1) :
  - Champion : 1966-67.
  - Vice-champion : 1962-63.

- Coupe d'Italie (1) :
  - Vainqueur : 1964-65.

- Coupe des villes de foires :
  - Finaliste : 1964-65.